# Eugene C. Keyes
Eugene C. Keyes (* 23. August 1900 in Dearborn, Michigan; † 1963) war ein US-amerikanischer Politiker. Zwischen 1943 und 1945 und nochmals von 1947 bis 1949 war er Vizegouverneur des Bundesstaates Michigan.

## Werdegang
Im Jahr 1921 beendete Eugene Keyes am Royal College of Dental Surgeons ein Studium der Zahnmedizin. Anschließend studierte er bis 1930 an der Wayne State University Allgemeinmedizin. Im Jahr 1932 gründete er die Keyes Diagnostic Clinic in Dearborn. Außerdem studierte er am Detroit College of Law Jura. Nach seiner Zulassung als Rechtsanwalt arbeitete er auch in diesem Beruf. Politisch schloss er sich der Republikanischen Partei an. Er saß im Stadtrat von Dearborn und im Bezirksrat des Wayne County. In den Jahren 1940, 1944 und 1948 kandidierte er jeweils erfolglos für das Amt des Vizegouverneurs seines Staates.
Dazwischen war er in den Jahren 1942 und 1946 mit der gleichen Kandidatur erfolgreich. Somit war er von 1943 bis 1945 und zwischen 1947 und 1949 Stellvertreter der Gouverneure Harry Kelly bzw. Kim Sigler. Dabei fungierte er auch als Vorsitzender des Staatssenats. Im Jahr 1950 scheiterte er in den Gouverneursvorwahlen seiner Partei. Zwei Jahre später musste er bei seiner Kandidatur für den US-Senat ebenfalls eine Niederlage in der Primary hinnehmen. Er starb im Jahr 1963; weder sein genaues Sterbedatum noch sein Sterbeort sind überliefert.